# Berthold Petzinna
Berthold Meinrad Petzinna (* 6. Oktober 1954 in Essen, Nordrhein-Westfalen) ist ein deutscher Historiker und ehemaliger Hochschulprofessor.

## Leben
Nach seinem Studium der Geschichte, Philosophie und Kunstgeschichte an der Ruhr-Universität Bochum promovierte Petzinna mit einer Arbeit zu jungkonservativen Intellektuellen/Politikern in der Weimarer Republik bei Hans Mommsen. Nach Tätigkeiten im Schul-, Hochschul- und Archivdienst sowie in der Markt- und Medienforschung war Petzinna bis zum Jahr 2016 als Professor an der Hochschule Magdeburg-Stendal am Standort Magdeburg tätig. Sein Schwerpunkt lag im Fachbereich Soziale Arbeit, Gesundheit und Medien auf den Fächern Film-, Medien- und Verlagsgeschichte.

## Frösi
Als im Jahr 2015 das Studentencafé Frösi ausgeraubt wurde, engagierte sich Petzinna mit einer Spende für den Erhalt des Cafés.

## Publikationen
- Agenturen der Politik. Deutsche Verlage im 20. Jahrhundert (Leipziger Arbeiten zur Verlagsgeschichte 5). Hauswedell Verlag, Stuttgart 2022, ISBN 978-3-7762-2203-6.[1]
- mit Renatus Schenkel (Hg.): Vietnam – ein Krieg in Bildern. Horst Faas und andere (Magdeburger Reihe, Bd. 31). Mitteldeutscher Verlag, Halle 2020, ISBN 978-3-96311-212-6